# Michał Weichert
Michał Weichert (hebr. ‏מיכאל וייכרט‎, jid. ‏מיכאל ווייכערט‎, ur. 5 maja 1890 w Starymieście lub w Podhajcach, zm. 11 marca 1967 w Tel Awiwie) – polski i żydowski teatrolog, reżyser teatralny, pedagog, prawnik i działacz społeczny. Uznawany za najwybitniejszego reżysera teatru jidyszowego w Polsce.
W 1919 roku kierownik artystyczny Trupy Wileńskiej. Twórca i kierownik Żydowskiej Szkoły Dramatycznej, przewodniczący Związku Artystów Scen Żydowskich w Polsce w latach 1925–1927. Kierownik Żydowskiego Teatru Dramatycznego w Warszawie oraz Żydowskiego Studium Teatralnego, Teatru Młodych (Jung Teater), Teatru Eksperymentalnego Młoda Scena (Jung Bine) i Nowego Teatru (Naj Teater). W latach 1940–1942 kierownik Żydowskiej Samopomocy Społecznej, a w latach 1943–1944 Żydowskiego Urzędu Samopomocy.

## Życiorys

### Dzieciństwo i młodość
Syn Berisza (Bernarda), handlarza zbożem i Sary z domu Gellert, córki rabina Lazera Gellerta. Jego ojciec należał do ruchu misnagdów, jednocześnie był także maskilem.
Gdy miał trzy lata, przeprowadził się z matką do Stanisławowa, później dołączył do nich także ojciec. Od piątego do dwunastego roku życia uczęszczał do chederu, od szóstego roku życia uczęszczał także do polskiej szkoły powszechnej. W 1900 podjął naukę w I Gimnazjum w Stanisławowie, gdzie w 1908 zdał egzamin maturalny. Jednocześnie pobierał nauki w żydowskiej szkole średniej z językiem wykładowym hebrajskim. Pod koniec nauki w gimnazjum stał się zwolennikiem jidyszyzmu, w 1908 był jednym z uczestników konferencji w Czerniowcach.
Po maturze podjął studia prawnicze na Uniwersytecie Lwowskim, w 1910 przeniósł się do Wiednia, gdzie planował podjąć studia na Universität für Musik und darstellende Kunst Wien, nie zdał jednak egzaminu wstępnego. Kontynuował następnie studia prawnicze na Uniwersytecie Wiedeńskim, w 1916 uzyskał stopień doktora praw. Jednocześnie pobierał prywatne lekcje u aktora Alberta Heinego. W latach 1916–1917 przebywał w Berlinie, gdzie studiował reżyserię u Maxa Reinhardta, jednocześnie studiował teatrologię i historię sztuki pod kierunkiem Maxa Herrmanna na Uniwersytecie Fryderyka-Wilhelma.
W lutym 1918 przyjechał do Warszawy, po miesiącu został wcielony do armii niemieckiej i przydzielony do Działu Wydawniczego, gdzie pracował jako cenzor, zetknął się wówczas z Henrykiem Gotlibem. Po wybuchu rewolucji w Niemczech, 11 listopada 1918 brał udział w przejmowaniu urzędu oraz drukarni z rąk niemieckich. Za udział w tych wydarzeniach otrzymał od Ministerstwa Skarbu nagrodę.
W 1911 debiutował jako recenzent w jidyszowym czasopiśmie „Lemberger Togblat” pod okiem redaktora Mejlecha Chmielnickiego. Publikował także teksty o teatrze w czasopismach niemieckich i polskich. Przebywając w Berlinie nawiązał współpracę z miesięcznikiem „Der Jud”, którego redaktorem był Martin Buber.

### Dwudziestolecie międzywojenne

#### Działalność w latach 20.

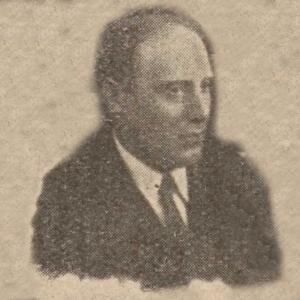
Michał Weichert w 1927 roku

Po zakończeniu I wojny światowej nawiązał współpracę z Trupą Wileńską, zostając jej kierownikiem artystycznym. 23 stycznia 1919 debiutował jako reżyser teatralny, wystawiając w Teatrze im. Abrahama Kamińskiego w Warszawie sztukę Woźnica Henszel Gerharta Hauptmanna. Debiut reżyserski był najprawdopodobniej porażką, w związku z którą Weichert zakończył współpracę z Trupą Wileńską.
Po rozstaniu z Trupą Wileńską otrzymał propozycję stworzenia teatru jidyszowego we Lwowie, rozważał także przejście do teatru polskojęzycznego. W listopadzie 1919 uczestniczył w I Zjeździe Reżyserów Scen Polskich w Hotelu Polonia, poznał wówczas Leona Schillera, z którym kontakt utrzymywał do końca jego życia. Od września 1919 do czerwca 1933 pracował jako nauczyciel języka niemieckiego w jidyszowym Gimnazjum „Ascola” w Warszawie.
W 1920 ożenił się z Frymetą (Franciszką) z Sieglerów (ur. 1896). Małżeństwo miało dwójkę dzieci: Ruth Ellen (ur. 1922) i Józefa (ur. 1927), mieszkali w kamienicy przy ulicy Długiej 8a.
W 1921 został członkiem Komitetu do spraw Sztuki Żydowskiej, przemianowanego później na Żydowskie Towarzystwo Krzewienia Sztuk Pięknych. Był współorganizatorem I Ogólnopolskiej Wystawy Sztuki Żydowskiej. W latach 1921–1922 był redaktorem miesięcznika „Ringen”, przy którym współpracował z Alterem Kacyzne. Od listopada 1921 był także redaktorem miesięcznika „Jidisz Teater”, będącego organem prasowym Związku Zawodowego Artystów Żydowskich w Polsce.
Od grudnia 1922 pod auspicjami ZZAŻ prowadził Żydowską Szkołę Dramatyczną, będącą pierwszą na ziemiach polskich żydowską szkołą teatralną. Szkoła była finansowana przez Kultur-Lige. Oprócz Weicherta w szkole wykłady prowadzili m.in. Dawid Herman, Icchak Shipper, Chaim Każdan, Szlomo Mendelsohn, Zygmunt Turkow, Władysław Godik i Tacjanna Wysocka. Wraz ze słuchaczami szkoły w 1924 przygotował i wystawił fragmenty dramatu Człowiek z masy Ernsta Tollera, była to pierwsza w Polsce realizacja dramatu Tollera. Starał się także podjąć współpracę z polskimi szkołami aktorskimi, utrzymywał wówczas kontakty z Aleksandrem Zelwerowiczem oraz Mieczysławem Limanowskim. Po kilkunastu miesiącach kierowania szkołą został przez śpiewaka Jakuba Keltera oskarżony o „przywłaszczenie sobie szkoły”, w związku z tym niedługo później ZZAŻ wycofał się z prowadzenia szkoły, a w konsekwencji została ona zamknięta. Weichert został wkrótce potem usunięty ze związku.
W latach 1925–1926 wydawał własnym sumptem miesięcznik „Teater”. W sierpniu 1925 został wybrany na wiceprzewodniczącego Związku Artystów Scen Żydowskich w Polsce, niedługo później, po rezygnacji ze stanowiska przewodniczącego, Ajzyka Samberga, Weichert stanął na czele organizacji. We wrześniu 1926 zjazd ZASŻ wybrał go na przewodniczącego. W 1927, podczas walnego zjazdu Związku Zawodowego Artystów Żydowskich w Polsce, Weichert został wybrany na przewodniczącego zarządu głównego. Od tego samego roku został redaktorem czasopisma „Jidisze Bine”, organu prasowego związku. 24 października 1927, podczas nocnego zebrania zarządu głównego Związku Artystów Scen Żydowskich, został odwołany ze stanowiska i usunięty z organizacji pod zarzutem prowadzenia szkodliwej działalności.
W latach 1929–1936 był wiceprzewodniczącym Sekcji Żydowskiej PEN Clubu. Podczas VIII kongresu PEN Clubu, który odbył się w Warszawie w 1930, Weichert zaprzyjaźnił się z Zofią Nałkowską, poznał także Antoniego Słonimskiego.
W 1928 ponownie nawiązał współpracę z Trupą Wileńską. 2 maja 1928 wystawił po raz pierwszy adaptację powieści Kidusz Haszem Szaloma Asza. Adaptacja jego autorstwa zyskała uznanie krytyków i stała się jednym z najchętniej oglądanych przedstawień Trupy Wileńskiej, które wystawiane było w sumie 250 razy. Inscenizację Weicherta grano także w Nowym Teatrze Jidyszowym w Rydze oraz w Teatrze Olimpo w Buenos Aires. W 1929 wystawił w warszawskim Elizeum widowisko Shylock z Ajzykiem Sambergiem w roli tytułowej. Podstawą scenariusza było dzieło Kupiec wenecki Shakespeare′a. W listopadzie tego samego roku zaprezentował także dramat Arona Cajtlina Miasto Żydów.

#### Działalność w latach 30.

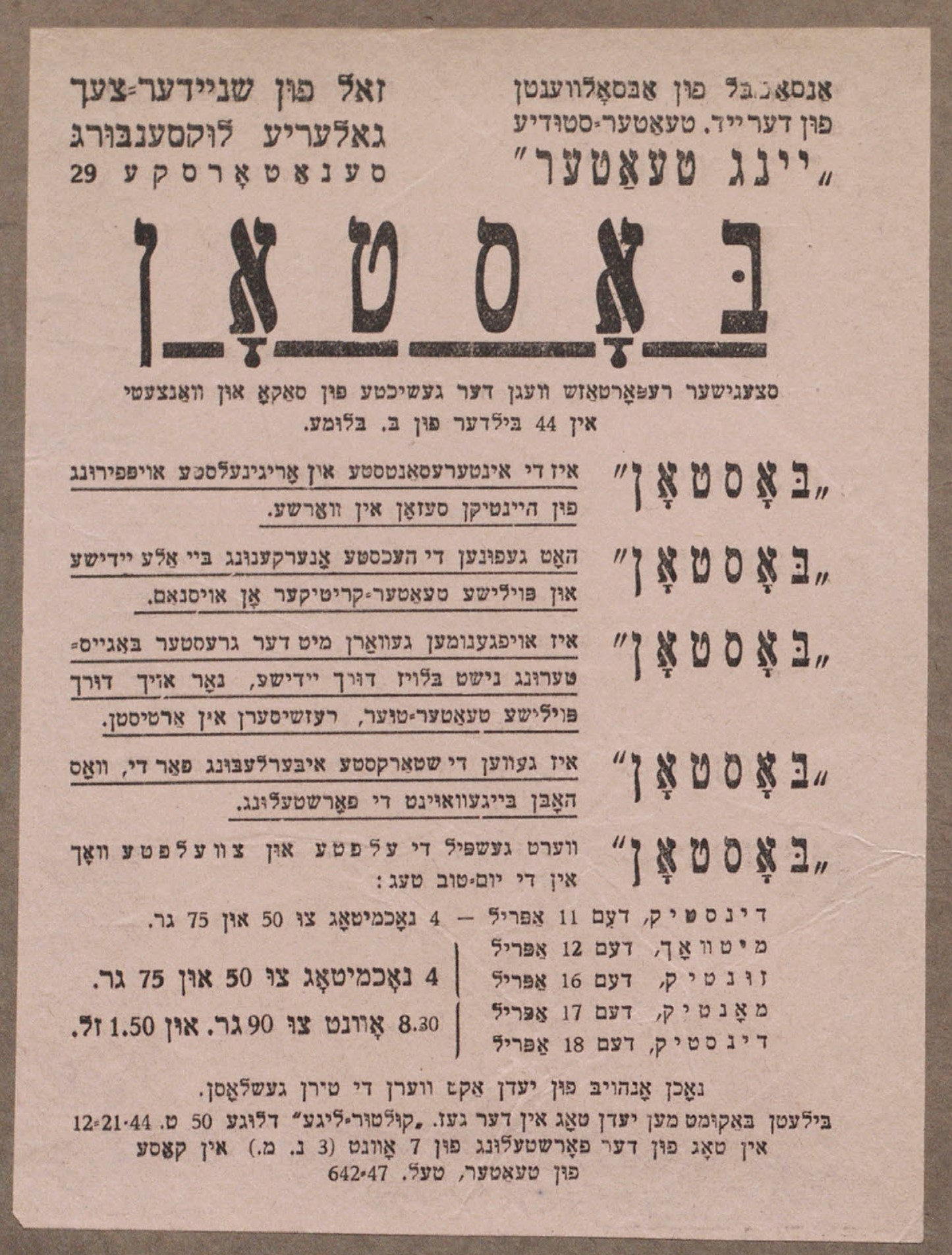
Reklama sztuki Boston w języku jidysz

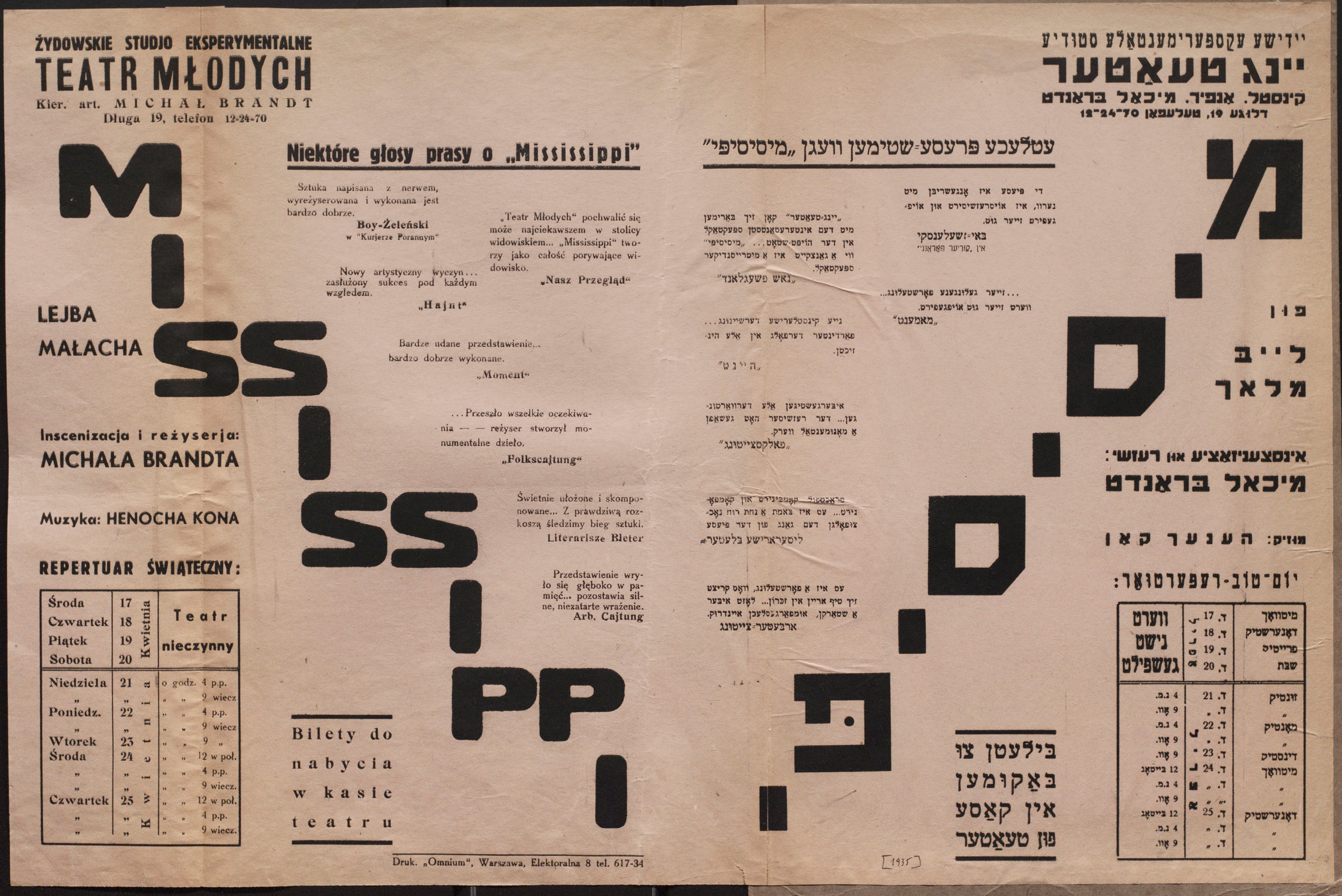
Plakat reklamujący Missisipi

W styczniu 1930 miała miejsce premiera komedii Opowieści o Herszlu z Ostropola Mojżesza Lifszyca w adaptacji Weicherta. W listopadzie 1930 w Warszawskim Nowym Teatrze Żydowskim odegrano sztukę Dantons tojt w realizacji Weicherta, będącą pierwszym przekładem dramatu na język jidysz. W sezonie 1931/32 Weichert prowadził w Elizeum Żydowski Teatr Dramatyczny. W 1932 Mojżesz Kanfer na łamach „Miesięcznika Żydowskiego” określił Weicherta najwybitniejszym reżyserem teatru jidyszowego w Polsce, Weichert chwalony był także na łamach „Wiadomości Literackich”.
Weichert wykładał historię dramatu i teatru powszechnego w Żydowskim Studium Teatralnym, działającym od 1929 pod auspicjami Centralnej Żydowskiej Organizacji Szkolnej, a później Kultur-Lige. W 1932 na podstawie studium powstał awangardowy Jung Teater (Teatr Młodych), działający w Warszawie jako stowarzyszenie Żydowskie Studio Eksperymentalne Teatr Młodych z siedzibą przy ulicy Długiej 19. Z Teatrem Młodych Weichert (używając pseudonimu Michał Brandt) przygotował m.in. sztukę Boston, odtwarzającą proces sądowy Sacca i Vanzettiego, polską wersję sztuki przygotowywał także w Studiu Teatralnym im. Stefana Żeromskiego, została ona jednak zakazana przez władze z powodu wymowy politycznej. Według koncepcji Weicherta w sztuce aktor miał być otoczony przez publiczność, chciał w ten sposób zmusić aktorów do ciągłej koncentracji i skupienia się na grze aktorskiej. Aktorzy grający ławników mieli także siedzieć wśród widzów, a w przerwach pojawiali się aktorzy grający bostońskich sprzedawców gazet, chcąc jak najbardziej zaangażować publiczność w wydarzenia. Dekoracje do spektaklu zaprojektował Szymon Syrkus.
Sztuka była grana w Teatrze Młodych ponad 250 razy, wielokrotnie wystawiano ją również w innych miastach w Polsce, obejrzeć ją miało ponad 20 tysięcy widzów. Na spektakle przybywało wówczas wielu znanych literatów i dziennikarzy, m.in. Antoni Słonimski, Tadeusz Boy-Żeleński, Aleksander Zelwerowicz, Leon Schiller, Irena Solska i Emil Breiter. Według Leona Schillera spektakl był pierwszym eksperymentem teatru symultanicznego w Polsce.
Od 1933 był radcą prawnym reprezentującym Zjednoczony Komitet do spraw Żydowskiego Rzemiosła, utworzony przez American Jewish Joint Distribution Committee. Pełnił także funkcję członka zarządu Towarzystwa Przyjaciół Żydowskiego Instytutu Naukowego. Do 1936 Weichert był członkiem komisji egzaminacyjnych w Państwowym Instytucie Sztuki Teatralnej. Działał także jako krytyk teatralny, publikował recenzje na łamach m.in. „Literarisze Bleter”, gdzie opublikował co najmniej 86 artykułów dotyczących teatru żydowskiego oraz polskiego.
W 1934 w Teatrze im. Kamińskiego w Warszawie Weichert przygotował prapremierę sztuki Profesor Mamlock Friedricha Wolfa, wystawianą pod zmienionym tytułem Di gele late lub Żółta łata. Sztuka była jednym z pierwszych dramatów obrazujących prześladowanie Żydów w III Rzeszy. Wystawienie sztuki zostało opisane przez Marię Kuncewiczową w reportażu Żydzi. Sztukę zagrano około 300 razy.
W marcu 1934 miała miejsce premiera faktomontażu Krasin, opisującego wyprawę generała Nobilego na biegun północny i radziecką akcję ratunkową jej uczestników. Scenariusz oparty był na niemieckim słuchowisku radiowym z 1930 autorstwa Friedricha Wolfa. Akcja spektaklu miała odbywać się na całej sali oraz między publicznością. Autorem dekoracji był Szymon Syrkus. Spektakl zagrano 110 razy, ostatni raz na przełomie czerwca i lipca 1934. Następnie Weichert wyreżyserował także Napoleons ojcer na podstawie komedii Poszukiwacze złota Szolema Alejchema.
W marcu 1935 odbyła się premiera faktomontażu Missisipi, opisującego sprawę „chłopców ze Scottsboro”. Na zamówienie Teatru Młodych scenariusz napisał Lejb Małach. W spektaklu wykorzystano nowe elementy: muzykę, taniec i pieśń. Muzykę dla sztuki skomponował Henryk Kon, będący stałym współpracownikiem Teatru. Akcja sztuki odbywała się w różnych miejscach sali. Scenografia spektaklu przygotowana została przez grupę studentów ostatniego roku Akademii Sztuk Pięknych w Warszawie, zorganizowanych przez Weicherta w Koło Plastyków przy Teatrze Młodych.
We wrześniu 1935 uczestniczył w III Festiwalu Teatralnym w Moskwie, sprawozdanie z pobytu w Związku Radzieckim opublikował na łamach „Literatisze Bleter” oraz w „Naszym Przeglądzie”.
W grudniu 1935 Weichert zrealizował sztukę Symche Płachta Jakuba Pregera. W 1936 pracował nad realizacją antywojennej sztuki Grobowiec pod Łukiem Triumfalnym Paula Raynala, do premiery jednak nie doszło z powodu zakazu cenzury. Następnie, na skutek zarządzenia Wacława Żyborskiego, Teatr Młodych został pozbawiony koncesji.
25 sierpnia 1936 zarejestrował w Warszawie Żydowski Teatr Eksperymentalny Młoda Scena (Jung Bine). Działalność zainaugurowano 1 października 1936, prezentując dramat Wocek Georga Büchnera. 11 maja 1937 Młoda Scena odegrała ostatnie przedstawienie w Warszawie – Don Kichot żydowski Mendele Mojchera Sforima. Następnie Teatr Młodych ponownie stracił koncesję, został także eksmitowany, a kierownictwu teatru zagrożono umieszczeniem w Miejscu Odosobnienia w Berezie Kartuskiej.
Weichert przeniósł się do Wilna, gdzie 22 lipca 1937 zarejestrował Teatr Nowy (Naj Teater), z siedzibą przy ulicy Nowogródzkiej 8 (obecnie Naugarduko). Z nowym teatrem przygotowywał premierę trzyaktowej sztuki Dęby autorstwa Fiszela Bimki, następnie przygotował także Proces Edwarda Woola. Na przełomie 1937 i 1938 zespół Weicherta opuścił Wilno, występując następnie w Łodzi, a od października 1938 w Krakowie. Weichert planował zainstalować teatr w Krakowie, nie przyniosło to jednak skutków i Naj Teater opuścił miasto.
W 1938 związał się z Teatrem Ludowym i dla Młodzieży, z którym 25 listopada 1938 w Filharmonii Łódzkiej zaprezentował sztukę Król Wesołek Pregera. W 1939 Naj Teater połączył się z Teatrem Ludowym.

### II wojna światowa

#### Działalność w Warszawie
Podczas kampanii wrześniowej, 2 września 1939, zaproponował utworzenie Komisji Koordynacyjnej Żydowskich Organizacji Społecznych i Opiekuńczych, która działała początkowo w ramach Komitetu Społecznego przy Gminie Żydowskiej w Warszawie. Oficjalnie powołana została 14 września i funkcjonowała od tego czasu w ramach Żydowskiego Komitetu Obywatelskiego.
Weichert pełnił funkcję wiceprzewodniczącego komisji, a od stycznia 1940, po rezygnacji Leona Neustadta, jej przewodniczącego. W ramach komisji współpracował z Emanuelem Ringelblumem, który we wspomnieniach nazywał go „Długim Michałem”. Jako przewodniczącemu komisji, Weichertowi przysługiwało prawo do noszenia opaski Polskiego Czerwonego Krzyża, którą czasem miał zasłaniać opaskę z gwiazdą Dawida.
Od stycznia 1940 Weichert pozostawał w konflikcie z Adamem Czerniakowem na tle formowania Żydowskiej Samopomocy Społecznej. Później spór dotyczył także mianowania przewodniczącego prezydium ŻSS, którym Czerniaków chciał uczynić inż. Józefa Jaszuńskiego, Weichert z kolei sam planował objąć tę funkcję. Na początku września 1940 Weichert został wybrany przewodniczącym prezydium ŻSS.

#### W getcie krakowskim

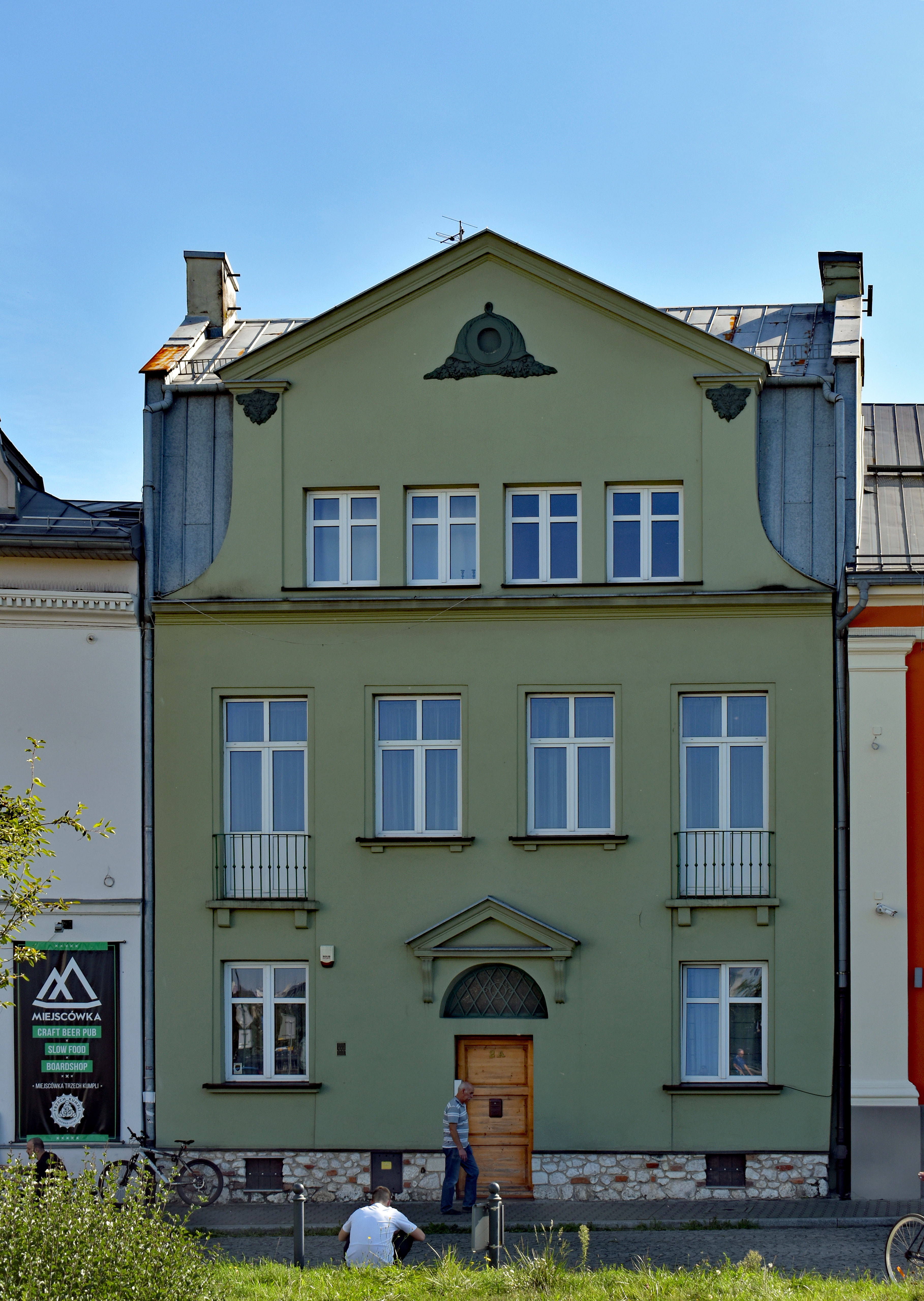
Kamienica przy ulicy Józefińskiej 2a, siedziba JUS i miejsce zamieszkania Weicherta od 1943

20 października 1940, niedługo po utworzeniu getta warszawskiego, Weichert opuścił Warszawę i przeniósł się do Krakowa. W listopadzie 1940 rodzina Weicherta otrzymała dokumenty uprawniające do pobytu w Krakowie, przenieśli się tam jednak dopiero w kwietniu następnego roku.
Po wyjeździe do Krakowa doszło do konfliktu wewnątrz ŻSS, Weichert pozostawał wówczas w sporze z warszawskimi działaczami organizacji. Jako przewodniczący ŻSS utrzymywał kontakt z Międzynarodowym Komitetem Czerwonego Krzyża w Genewie.
W getcie krakowskim Weichert przyjaźnił się z Tadeuszem Pankiewiczem. Podczas akcji deportacyjnej w getcie krakowskim 2 czerwca 1942 został postrzelony przez funkcjonariusza Gestapo Wilhelma Kundego. Kula trafiła go w ramię i została usunięta operacyjnie, do końca życia cierpiał jednak na niedowład lewej ręki. Postrzelono go, gdy szedł na plac Zgody, skąd chciał wyciągnąć poetę Mordechaja Gebirtiga.
Podczas akcji deportacyjnej 28 października 1942 Weichert wraz z żoną i pracownikami ŻSS starał się przeczekać akcję w siedzibie Judenratu. Zostali jednak zadenuncjowani i dołączeni do transportu do obozu zagłady w Bełżcu. Ocaleli dzięki interwencji funkcjonariusza Jüdischer Ordnungsdienst, który wyciągnął ich z transportu. 29 lipca 1942 ŻSS została zlikwidowana, a do końca 1943 okupanci zamordowali wszystkich członków jej prezydium oprócz Weicherta, Chaima Hilfsteina i Eliasza Tischa. 16 października 1942 Niemcy planowali powołać Żydowski Urząd Samopomocy (Centrala Pomocy dla Żydów w Generalnym Gubernatorstwie, JUS), którego kierownikiem został Weichert. Pomysł odtworzenia organizacji spotkał się jednak ze sprzeciwem niemieckich władz policyjnych.
W getcie Weichertowie mieszkali w kamienicy przy ulicy Józefińskiej 11. Od 1 grudnia 1942, gdy JUS został rozwiązany, Weichert pracował jako pracownik biurowy w Zentrale Für Handwerkslieferungen w budynkach fabryki Optima, do pracy przymusowej skierowano także jego rodzinę i część pracowników JUS. Mimo oficjalnego rozwiązania ŻSS, prezydium kontynuowało działalność, wysyłając paczki żywnościowe z darów zagranicznych do obozów pracy.
W marcu 1943 Weichert podjął decyzję o wznowieniu działalności w magazynie przy kamienicy przy ulicy Józefińskiej 2a. 25 maja 1943 otrzymał pismo zezwalające mu na działalność w charakterze kierownika JUS. Według niektórych źródeł Niemcy zgodzili się na kontynuowanie żydowskiej działalności pomocowej z powodu nacisków ze strony Międzynarodowego Komitetu Czerwonego Krzyża. JUS objął opieką 44 obozy, 24 zakłady pracy i 8 istniejących jeszcze gett. Do obozu w Płaszowie dwa razy w tygodniu dostarczano lekarstwa, materiały opatrunkowe, odzież oraz chleb i zupę (tzw. „jusową”). Weichert posiadał przywilej wolnego wstępu do KL Plaszow, przekazując w obie strony korespondencję i przesyłki. On i jego rodzina mogli też swobodnie poruszać się po Krakowie. Zajmował się także gromadzeniem informacji, współpracując w Płaszowie z Izaakiem Sternem i Mieczysławem Pemperem. Kontaktował się m.in. z Amonem Göthem oraz Oskarem Schindlerem.
Poprzez dyrektora Rady Głównej Opiekuńczej Edmunda Seyfrieda, Weichert starał się nawiązać kontakt z żydowskim ruchem oporu. Żydowska Komisja Koordynacyjna i Rada Pomocy Żydom ustosunkowały się jednak wrogo do JUS i odrzuciły złożoną przez Weicherta propozycję współpracy. Do głównych krytyków Weicherta należeli Leon Feiner i Adolf Berman. Pod koniec października 1943 Weichert spotkał się z Ferdynandem Arczyńskim, który przekazał mu polecenie natychmiastowej likwidacji JUS podpisane przez Bermana. Sprawozdania z rozmowy z Weichertem oraz opinie dotyczące jego działalności przesyłano do rządu londyńskiego. Wkrótce po rozmowie z Arczyńskim Weichert przekazał część zasobów JUS Radzie Pomocy Żydom, zwlekał jednak z podjęciem decyzji o likwidacji organizacji. W marcu 1944 odbył kolejne spotkanie z Arczyńskim, tym razem odmówił podporządkowania się ŻKK i Radzie Pomocy Żydom. W związku z tym zakazano prowadzenia rozmów z JUS oraz przyjmowania od Weicherta jakiejkolwiek pomocy. Postanowienia te nie były jednak przestrzegane, a krakowski oddział RPŻ kontynuował współpracę z Weichertem.

#### Po likwidacji getta
Do końca lipca 1944 Weichert mieszkał wraz z rodziną w kamienicy przy ulicy Józefińskiej 2a. Według antologii Ten jest z ojczyzny mojej miał zostać w 1944 ukryty przez Stanisława Dobrowolskiego u jego siostry, Jadwigi Miklaszewskiej, która następnie przekazała go Wandzie Dwernickiej. Do końca wojny miał być utrzymywany z funduszy Rady Pomocy Żydom.
W rzeczywistości Weichert został jednak ostrzeżony przez naczelnika Wydziału Ludności i Opieki Społecznej Lothara Weiraucha o planowanym przeniesieniu JUS na teren obozu w Płaszowie. Wraz z Edmundem Seyfriedem miał przenieść część rezerw JUS do magazynów RGO, miał także zorganizować przejęcie przez Radę Główną Opiekuńczą funkcji i zadań JUS. 28 lipca 1944 postanowił się ukryć. Początkowo ukrywał się w magazynach Rady Głównej Opiekuńczej, później został umieszczony u Józefa Werenicy przy ulicy Wrzesińskiej 10, następnego dnia został jednak stamtąd wyrzucony. Kilka nocy spędził następnie przy ulicy Potockiego 10, w pokoiku przylegającym do biura Adama Ronikiera. Następnie trafił do lekarki, dr. Wandy Dwernickiej, mieszkającej przy ulicy Zyblikiewicza 5 w dzielnicy Kleparz. U Dwernickiej przebywał wówczas wraz z 10 uciekinierami z powstańczej Warszawy, otrzymał także kenkartę na nazwisko Józef Czapla, a następnie kolejną kenkartę i świadectwo pracy księgowego z gazowni w Warszawie na nazwisko Teodor Słonimski. W ukryciu zapuścił także wąsy, a w mieszkaniu Dwernickiej doczekał wkroczenia Armii Czerwonej do Krakowa. Podczas ukrywania się był utrzymywany przez Radę Pomocy Żydom, jego utrzymanie miało kosztować tygodniowo 250 złotych. Rodzina Weicherta ukrywała się w innych miejscach na terenie Krakowa i także dożyła końca okupacji. W tym okresie Julius Madritsch planował pomóc Weichertowi w ucieczce do Wiednia, ten jednak odmówił.
Według Icchaka Cukiermana i Marka Edelmana Żydowska Organizacja Bojowa wydała w 1944 na Weicherta wyrok śmierci za kolaborację z Niemcami. Po wojnie Cukierman zeznawał, że jedynym powodem niewykonania wyroku było to, że ŻOB nie miał w Krakowie swoich struktur. Mówił także, że wyrok wydano dopiero w 1944, gdyż wcześniejsze jego wydanie mogłoby doprowadzić do wstrzymania pomocy dla Żydów przebywających w obozach.

### Działalność powojenna

#### Proces krakowski
W styczniu 1945 zamieszkał w kamienicy przy ulicy ulicy św. Gertrudy 23 w Krakowie. 27 stycznia 1945 Czesław Piekarski, delegat Ministerstwa Pracy, Opieki Społecznej i Zdrowia PKWN zlecił Weichertowi kontynuowanie kierowania działalnością charytatywną wśród ludności żydowskiej. 5 lutego Weichert zwrócił pełnomocnictwo, wnosząc o powołanie komisji w celu zbadania formułowanych wobec niego oskarżeń. 12 lutego Weichert wysłał do prezesa Centralnego Komitetu Żydów Polskich Emila Sommersteina pismo, w którym odpowiadał na zarzuty.
Wkrótce po wyzwoleniu do Ministerstwa Bezpieczeństwa Publicznego wpłynęły anonimowe donosy dotyczące wojennej działalności Weicherta. Oskarżano go w nich o bycie agentem Gestapo. 6 marca 1945 Weichert został zatrzymany przez trzech funkcjonariuszy WUBP i przewieziony do siedziby urzędu przy placu Inwalidów 4, gdzie osadzono go w piwnicznej celi z dwunastoma innymi aresztantami. 7 kwietnia został formalnie aresztowany na podstawie tzw. dekretu sierpniowego, ulokowano go w celi dla volksdeutschów, a na ubraniu nakazano mu nosić swastykę. 10 kwietnia został osadzony w więzieniu przy ul. Senackiej, po trzech dniach pobytu trafił do izby szpitalnej. 18 maja przeniesiono go do więzienia przy ulicy Wielickiej.
Dochodzenie w sprawie Weicherta prowadził prokurator Roman Martini, a następnie Jan Brandys. 6 października 1945 sporządzono akt oskarżenia, w którym zarzucono Weichertowi, że od jesieni 1943 do lipca 1944, wbrew poleceniom organizacji podziemnych, kontynuował działalność Organizacji Pomocy Żydom, działając w ten sposób wbrew interesom Państwa Polskiego.
W sprawie Weicherta sąd miał przesłuchać jako świadków: Icchaka Cukiermana, Adolfa Bermana, Salo Fiszgrunda, Ferdynanda Arczyńskiego, Stanisława Dobrowolskiego, Władysława Wójcika, Edmunda Seyfrieda, Izaaka Sterna, Mieczysława Pempera. Oprócz tego chciano także przesłuchać Jonasa Turkowa i Adama Ronikiera. Obrońcami Weicherta zostali Rudolf Güntner i Mieczysław Ettinger. Rozprawa przed Sądem Specjalnym Karnym w Krakowie rozpoczęła się 27 listopada 1945, prowadził ją Alfred Eimer. Na korzyść Weicherta zeznawali m.in. Seyfried, Stern, Pemper i dr. Aleksander Biberstein z płaszowskiego szpitala. Rozprawę wznowiono 5 stycznia 1946, a dwa dni później sąd uniewinnił Weicherta. 12 stycznia 1946 Weichert został zwolniony z więzienia. Prokurator Brandys wnioskował o uchylenie wyroku do Najwyższego Trybunału Narodowego, prokurator NTN Stefan Kurowski oddalił jednak wniosek o kasację. Według niektórych źródeł toczył się jednak proces przed Sądem Apelacyjnym w Krakowie, który 20 września 1946 miał utrzymać w mocy wyrok.
Mimo uniewinniającego wyroku Weichert stał się ofiarą ostracyzmu ze strony społeczności żydowskiej, według rozpowiadanych plotek miał m.in. być kolegą szkolnym i przyjacielem Hansa Franka. Weichert był prawdopodobnie najbardziej znanym Żydem oskarżonym o kolaborację podczas II wojny światowej i sądzonym w Polsce.

#### Działalność po procesie
Po wyjściu z więzienia znalazł tymczasowe zatrudnienie w firmie farmaceutycznej Vita, prowadzonej przez jego zięcia, Józefa Hofstatera. Z powodu ciężkiej sytuacji materialnej musiał wyprzedawać swój księgozbiór, później zatrudnił się w firmach farmaceutycznych Salus i Wirus, których produkty sprzedawał we Wrocławiu.
23 kwietnia 1946 spotkał się z Michałem Mirskim, prosząc go o poparcie w staraniach o powołanie komisji mającej ocenić działalność ŻSS i JUS. Mirski uznał jednak, że Weichert powinien stanąć przed sądem przy CKŻP. 24 grudnia tego samego roku zwrócił się w tej samej sprawie do Szymona Zachariasza. Z Weichertem spotkał się także Jerzy Sawicki, chcąc wykorzystać go jako świadka w procesach niemieckich zbrodniarzy przed Najwyższym Trybunałem Narodowym. Weichert zeznawał następnie w procesie m.in. Amona Götha i Rudolfa Pavlu. O pomoc zwrócił się do niego również Tadeusz Cyprian, który poprosił go o napisanie artykułu dotyczącego Ludwiga Fischera. Weichert napisał na podstawie własnych obserwacji i źródeł tekst Kilka uwag o odpowiedzialności dr Fischera za antyżydowskie zarządzenia w Warszawie i dystrykcie warszawskim, a później także O odpowiedzialności gubernatora warszawskiego dystryktu, dr Fishera.
W październiku 1946 w łódzkim miesięczniku „Folkscajtung” ukazał się artykuł Leo Finkelsteina Obrzydliwość, brzydź się nią. O pisarzu, który jest oskarżony o zdradę, w którym atakował on Weicherta i wzywał do osądzenia go przez żydowski trybunał. Zarzucał mu także przyjaźń z Hansem Frankiem oraz opisał rzekomą sytuację, gdy Weichert miał pojawić się podczas II wojny światowej we Lwowie i poszukiwać materiałów na temat karaimów, podczas gdy lwowscy Żydzi głodowali. W listopadzie Weichert przesłał do redakcji czasopisma sprostowanie, które nie zostało jednak opublikowane. Następnie, spotkał się z przedstawicielem Bundu Michałem Szuldenfreiem i ostrzegł go, że wytoczy pismu proces o zniesławienie. Bundowcy nie zamierzali spełnić jego warunków, uzyskał jednak zapewnienie, że bez zgody przewodniczącego partii w prasie bundowskiej nie pojawią się artykuły atakujące jego osobę.
Starał się także uporządkować ukryte przez niego archiwum prezydium ŻSS i JUS, w latach 1947–1948 opracowywał publikację Żydowska Samopomoc Społeczna 1939–1945. W 1948 w czasopiśmie „Państwo i Prawo” opublikował artykuł Odpowiedzialność władz administracyjnych w szczególności sekretarza stanu w tzw. Generalnym Gubernatorstwie dra Büchlera. Napisał także artykuły Nulla lex sine crimine oraz Pojęcie „Żyd” w ustawodawstwie i praktyce okupanta, które przekazał do Instytutu Zachodniego. W 1949 dokumentacja i korespondencja została przejęta przez Urząd Bezpieczeństwa Publicznego i przesłana do Warszawy, a ostatecznie przekazana do Żydowskiego Instytutu Historycznego. Weichert przygotował także dwa opracowania dla Instytutu Pamięci Narodowej – Samopomoc społeczeństwa polskiego w czasie okupacji i Materiały dotyczące żydowskich obozów w Polsce w latach 1939–1945.

#### Proces warszawski
Na przełomie lutego i marca 1947 Weichert kilkakrotnie spotkał się ze Stanisławem Temczynem, przewodniczącym Sądu Społecznego przy CKŻP. W czerwcu 1947 zwrócił się do adwokata Władysława Winawera i Mieczysława Fejgina, osobistego lekarza Bolesława Bieruta, o pośredniczenie w negocjacjach z CKŻP w sprawie powołania niezależnego sądu. O pomoc zwrócił się też do Maxa Weinreicha, dyrektora YIVO, który obiecał, że instytut zrobi wszystko, co w jego mocy, by mu pomóc.
24 grudnia 1947 Sąd Obywatelski przy Centralnym Komitecie Żydów Polskich zwrócił się do Sądu Okręgowego w Krakowie z prośbą o udostępnienie akt procesu Weicherta.
W marcu 1948 Weichert zwrócił się do Związku Literatów i Dziennikarzy Żydowskich oraz do Związku Artystów Scen Żydowskich z prośbą o poparcie jego starań o utworzenie niezależnej komisji do zbadania działań ŻSS i JUS. Prowadził negocjacje z CKŻP w celu powołania niezależnego składu sędziowskiego, zgłosił do niego sześciu kandydatów: Stefana Kurowskiego, Mariana Muszkata, Maurycego Herlinga-Grudzińskiego, Joachima Markowicza, Adolfa Rudnickiego i Mieczysława Maślanko.
W sierpniu 1948 zgłosił się do Sądu Społecznego i w oświadczeniu stwierdził, że pragnie oddać się orzeczeniu sądu CKŻP.
Pomiędzy 22 a 24 listopada 1948 Weichert złożył zeznania na ręce zastępcy Rzecznika Oskarżenia, Marka Stokowskiego. W grudniu przekazał uzupełnienia do wcześniejszych zeznań, w międzyczasie rzecznik oskarżenia przesłuchiwał świadków. 9 maja 1949 przekazał do sądu odpowiedź na otrzymany wcześniej akt oskarżenia, zgłosił także kolejnych 14 świadków, w tym m.in. Leona Schillera oraz aktorów Teatru Młodych: Natana Wulfowicza, Abrahama Grynszpana.
W procesie oskarżycielami byli Jakuf Wilf oraz Marian Marek Lasota, a rzecznikiem oskarżenia Maurycy Wiener. Przewodniczącym składu sędziowskiego został Szymon Rogoziński. Pierwsze posiedzenie sądu odbyło się 25 listopada 1949. Akt oskarżenia opierał się na artykule Finkelsteina oraz korespondencji działaczy żydowskiego ruchu oporu z 1944.
Podczas procesu przesłuchano m.in. Marka Edelmana, który utrzymywał, że pod koniec 1943 ŻOB wydał na Weicherta wyrok śmierci, Konstantego Tchorznickiego, Stanisława Dobrowolskiego. Posługiwano się także sporządzoną na prośbę obrońcy Weicherta, Bolesława Kobrynera, ekspertyzą autorstwa dr Jana Sehna. W sumie podczas procesu w charakterze świadków obrony przesłuchano 101 osób, w większości więźniów niemieckich obozów. Świadkami oskarżenia było natomiast 11 osób, z których 4 były więźniami obozów, ale podczas procesu przyznały, że docierała do nich pomoc ze strony ŻSS i JUS, a kolejnych 5 świadków działało podczas wojny w podziemiu i już wtedy dyskredytowało Weicherta. Podczas procesu Stanisław Dobrowolski określał Weicherta mianem „kolaboracjonisty gorszego od generała Pétain’a”.
28 grudnia 1949 sąd w składzie: Szymon Rogoziński (przewodniczący), Leon Bojm, Szymon Datner, Bernard Borg, Leon Lewi, Efroim Kupfer i Jeszajachu Szmigiel, wydał wyrok uznający Weicherta za kolaboranta i skazujący go na napiętnowanie, czyli karę III stopnia.

#### Życie i działalność po 1949
Na przełomie 1949 i 1950 Sąd Społeczny został postawiony w stan likwidacji, w związku z tym Weichert nie miał możliwości odwołania się od wyroku.
30 marca 1950 złożył w MBP podanie o zgodę na wyjazd do Izraela, które zostało wkrótce potem odrzucone. Weichert złożył w tej sprawie apelację, ponownie otrzymał jednak odpowiedź odmowną. W sprawie wyjazdu interweniował pisemnie jeszcze 4 razy, jednak bezskutecznie.
W latach 1950–1951 opracował dwie rozprawy: Polityka eksterminacyjna okupanta hitlerowskiego w stosunku do ludności żydowskiej w tzw. Generalnym Gubernatorstwie oraz Eksterminacja gospodarcza ludności „żydowskiej” Rzeszy w świetle tzw. ustawodawstwa hitlerowskiego. W 1957 większość swoich powojennych prac sprzedał Oddziałowi Rękopisów Biblioteki Jagiellońskiej.
9 maja 1951 Leon Schiller wystosował list do Jerzego Pańskiego w sprawie Weicherta, polecając go. Pański przyjął później Weicherta, proponując mu objęcie funkcji dyrektora teatru w jednym z większych miast. Weichert poprosił o możliwość prowadzenia teatru w Krakowie, a Pański obiecał poszukać dla niego odpowiedniej propozycji. Więcej jednak się z nim nie skontaktował. Następnie Weichert zgłosił się do Kazimierza Dejmka, z którym rozmawiał o podjęciu współpracy z kierowanym przez niego teatrem. 21 lipca 1951 Dejmek wystosował jednak do Weicherta list, w którym oznajmiał mu, że podjęcie współpracy z jego teatrem jest niemożliwe.
Później zgłosił się także do Henryka Szletyńskiego z zapytaniem, czy ten mógłby go zatrudnić. Szletyński nie skontaktował się jednak z Weichertem. W tym samym czasie Bolesław Drobner starał się wprowadzić Weicherta do Teatru Młodego Widza w Krakowie, dyrektorka teatru, Maria Biliżanka, nie chciała jednak spotkać się z Weichertem. Następnie Drobner polecił Weicherta Władysławowi Olszynowi, z propozycją wystawienia sztuki Boston przez studentów Państwowej Wyższej Szkoły Aktorskiej w Krakowie, przedstawienie takie jednak nie zostało zrealizowane.
Jako wolontariusz Weichert współpracował z Główną Komisją Badania Zbrodni Hitlerowskich w Polsce, opracowując i katalogując dokumenty będące w posiadaniu krakowskiego oddziału komisji. Jan Sehn chciał zatrudnić go oficjalnie, ale centrala komisji nie wyraziła na to zgody. Próbował podjąć pracę w „Gazecie Krakowskiej”, ale to również się nie udało.
W styczniu 1953 złożył podanie o pracę do Wydawnictwa Literackiego, dołączając rekomendacje Zofii Nałkowskiej, Leona Schillera, Jana Wiktora, Stanisława Płoskiego oraz Władysława Trzaski. Pracy jednak nie otrzymał. W tym samym roku przygotował na zamówienie Leona Schillera konspekt historii teatru żydowskiego. W marcu 1953 podjął pracę jako księgowy w podkrakowskiej spółdzielni. W styczniu 1954 Marek Birnfeld, przewodniczący krakowskiego oddziału ZBoWiD, zatrudnił go w Jaworznickim Przemysłowym Zjednoczeniu Budowlanym przy ulicy Lucjana Rydla 31. 20 lipca 1954 Weichert otrzymał wyróżnienie i awans na stanowisko samodzielnego referenta umów za wprowadzanie w przedsiębiorstwie usprawnień organizacyjnych. Został powołany w skład zakładowej komisji rozjemczej, założył także zakładową bibliotekę oraz zespół śpiewaczy, taneczny i recytatorski. 1 lutego 1955 podjął natomiast pracę na stanowisku radcy prawnego.
W lutym 1954 z Weichertem spotkał się dyrektor Państwowego Teatru Żydowskiego Samuel Lent, który obiecał mu stanowisko głównego reżysera lub kierownika artystycznego teatru. Gdy 9 grudnia 1954 Lent ponownie przyjechał do Weicherta, nie doszło jednak do zawarcia umowy. 30 grudnia 1954 Lent zaproponował Weichertowi zawarcie umowy na realizację spektaklu Król Wesołek w Centralnym Zarządzie Teatrów. Weichert nie mógł jednak wyjechać do Warszawy, a w charakterze jego pełnomocnika udał się tam zięć, do zawarcia umowy ponownie jednak nie doszło.
We wrześniu 1955 wysłał do Stanisława Balickiego memoriał, w którym zwracał uwagę na to, że od 10 lat nie został dopuszczony do pracy artystycznej, literackiej i naukowej. Miesiąc później memoriał popierający Weicherta wystosowali Antoni Słonimski, Mieczysław Jastrun, Adolf Rudnicki, Artur Sandauer, Salomon Łastik, Jan Sehn, Jerzy Sawicki, Mieczysław Maślanko i Stefan Kurowski. W sprawie Weicherta do Balickiego zwrócił się także Jan Wiktor. W odpowiedzi na memoriały Balicki zgodził spotkać się z Weichertem, co stało się 5 czerwca 1956, jednak w marcu 1957 Weicherta poinformowano, że Balicki nie jest w staniu mu pomóc.
Angażował się w działalność Towarzystwa Społeczno-Kulturalnego Żydów w Polsce. W lipcu 1957 przyjęto go do Stowarzyszenia Polskich Artystów Teatru i Filmu. W listopadzie tego samego roku został także członkiem Związku Literatów Polskich, przyjęto go ponadto do Polskiego Związku Prawników i Związku Bojowników o Wolność i Demokrację.

#### Wyjazd do Izraela
W październiku 1957 otrzymał paszport z klauzulą pozwalającą na wyjazd do Izraela, musiał opuścić Polskę w ciągu trzech miesięcy. 16 stycznia 1958 zdał w Krakowie swój dowód osobisty, następnie zatrzymał się w Warszawie, w hotelu przy Alejach Jerozolimskich, gdzie pożegnał się z przedstawicielami środowiska teatralnego. 20 stycznia Erwin Axer napisał list polecający Weicherta do posła PRL w Izraelu Antoniego Bidy. 22 stycznia rano Weichert wraz z rodziną odleciał z lotniska Okęcie do Belgradu, skąd następnego dnia rano trafili do Aten, a po południu tego samego dnia wylecieli do Tel Awiwu.
Po przybyciu do Izraela spotkał się z ostracyzmem w izraelskim środowisku teatralnym, nadzorował w Tel Awiwie kilka amatorskich grup teatralnych, prowadził także zajęcia z aktorstwa. Współpracował z gazetami „Lecte Najes”, „Dawar” i „Od nowa”. Josef Sprinzak planował utworzyć w Izraelu Narodową Sieć Teatralną, na czele której miał stanąć Weichert, Icchak Cukierman przekonał go jednak, że Weichert jest zdrajcą i nie należy mu powierzać żadnych funkcji publicznych. Pracował w organizacji Histadrut jako nauczyciel dykcji.
9 stycznia 1960 Weichert wziął udział w sympozjonie zorganizowanym w Domu Kultury Tabori w Tel Awiwie z okazji trzydziestolecia powstania Jung Teater. Na początku 1960, po śmierci Morysa Szwarca, przejął prowadzenie Żydowskiego Teatru Ludowego, który pracował nad dramatyzacją powieści Kidusz Haszem. Odszedł jednak z zespołu, gdy okazało się, że jeśli jego nazwisko znajdzie się na afiszach, to teatr nie otrzyma od państwa dotacji. Starał się także o utworzenie w Izraelu Instytutu Teatrologicznego, który miał zajmować się gromadzeniem i opracowywaniem materiałów o teatrze żydowskim i hebrajskim. Zaangażował się w działalność ziomkostwa Żydów z Podhajec i był członkiem komitetu wydawniczego księgi pamięci.
Zmarł 11 marca 1967 w domu przy Reading Street 25 w dzielnicy Ramat Awiw. Został pochowany na cmentarzu Kirjat Sza’ul.
Z Polski do Izraela przywiózł ze sobą obszerne archiwum, z którego część dotyczącą ŻSS i JUS przekazał w 1958 do Jad Waszem, a pozostałe dokumenty po jego śmierci trafiły do Żydowskiej Biblioteki Narodowej i Uniwersyteckiej. W 1970 wydano pośmiertnie czwarty tom jego wspomnień. W skład komitetu wydawniczego weszli Dow Sadan, Rachela Auerbach oraz Melech Rawicz i Mordechaj Canin.
Wnukiem Weicherta jest Rafi (Rafael) Weichert (ur. 1964), izraelski poeta i profesor literatury na Uniwersytecie w Hajfie.

## Odbiór i ocena

### Odbiór twórczości
Po wystawieniu sztuki Boston (1932) krytycy podkreślali jej eksperymentalną i nowatorską formę. Według Nachmana Majzela przedstawienie pozwalało zapomnieć widzom o tym, że znajdują się w teatrze. Jehoszua Perle uważał z kolei, że brak odpowiedniej perspektywy nie sprzyjał wywołaniu u publiczności wizji rzeczywistości. Według recenzji Leona Schillera, opublikowanej w „Nowym Dzienniku”, sztuka była pierwszym przykładem inscenizacji symultanicznej w Polsce
Sztuka Krasin (1934) chwalona była m.in. przez Noacha Pryłuckiego i Friedricha Wolfa, autora słuchowiska, na którym bazował scenariusz. Krytycy wyrażali podziw dla odwagi projektu scenograficznego. Według Pryłuckiego sztuka była także ważnym etapem rozwoju studia eksperymentalnego. Według Beniamina Szefnera przedstawione w spektaklu, szybko zmieniające się obrazy nie były w stanie wywołać u widza przeżycia artystycznego, a technika zmieniających się obrazów pasuje bardziej do filmu niż teatru.
Zróżnicowane reakcje wywołało wystawienie Missisipi (1935). Nachman Majzel uważał, że scenariusz Lejba Malacha był dobrze zbudowany i wzruszający, miał według niego zachowywać także obiektywność, wskazując na niektóre negatywne cechy społeczności afroamerykańskiej. C.D. Najmark uważał, że scenariusz pozbawiony był siły wyrazu i nie wyrażał w dostatecznej mierze rozgoryczenia czarnoskórej ludności. Uznawał, że braki scenariusza zostały jednak zrównoważone dzięki udanej realizacji reżyserskiej. Uważał, że Weichert dokonał przy realizacji sztuki „pracy monumentalnej”, przedstawiając akcję w „znakomitej panoramie żywych obrazów”.
Icchak Cukierman, który po przyjeździe Weicherta do Izraela (w 1958) postanowił zapobiec, by ten „nie pełnił żadnego publicznego stanowiska w Izraelu”, uważał go jednak za „jeden z największych talentów teatru wśród polskich Żydów”.

### Ocena działalności podczas II wojny światowej
W antologii Ten jest z ojczyzny mojej opracowanej przez Władysława Bartoszewskiego i Zofię Lewinównę znalazły się m.in. przychylne Weichertowi wspomnienia Tadeusza Pankiewicza. Znalazły się tam także relacje Stanisława Dobrowolskiego i Tadeusza Seweryna, pomniejszające dokonania Weicherta i starające się ukazać jego działalność jako moralnie dwuznaczną. Opinie Dobrowolskiego uzupełnione zostały uwagą, że JUS w latach 1943–1944 „służył propagandowym celom okupanta”. W drugim wydaniu antologii dodano uwagę mówiącą o tym, że przed zlikwidowaniem JUS Weichert nawiązał współpracę z polskimi działaczami w sprawie pomocy więźniom Płaszowa.
W książce Kryptonim „Żegota” Marka Ferdynanda Arczyńskiego i Wiesława Balceraka autorzy uznawali, że ŻSS i JUS „wykorzystywały wyrodne jednostki społeczności żydowskiej do własnych celów”, uznali także Weicherta za „reprezentanta rzekomej organizacji pomocy”, który „zgodził się na odegranie roli narzędzia działającego na szkodę współbraci”. Sugerowali także, że Weichert uniknął osądu i kary, oskarżali go także o napisanie po wojnie książek o „tendencyjnie antypolskiej treści”. Na skutek protestu dzieci Weicherta, w drugim wydaniu książki fragment o Weichercie został usunięty.
Według Bogdana Krolla Weichert „dla ratowania siebie i rodziny, podjął się wyznaczonej mu przez Niemców roli współpracy z nimi w tej rabunkowej i dywersyjnej aferze”. Autor uznawał także, że Weichert „był jedynym Żydem, który do końca 1944 r. legalnie pozostał w Krakowie”.
W opublikowanym w 1968 roku w „Dzienniku Polskim” cyklu artykułów Kryptonim „Żegota” Jerzy Steinhauf oskarżał Weicherta o „prowokację syjonistyczną”. Uznał także, że ŻSS i JUS powołane zostały „z myślą o niemieckiej propagandzie za granicą”.
W wydanych w 1989 roku Memuarach pacyfisty Dobrowolskiego, autor poświęca Weichertowi blisko dwadzieścia stron. W książce określa go mianem „niepoprawnego germanofila”, który „był cenzorem w Warszawie u generała Beselera”. Był także zdania, że Weichert nie poszukiwał kontaktów z podziemiem. Oskarżał też Weicherta o to, że w wydanych w Izraelu wspomnieniach oskarżył Żegotę o „kradzież 600 000 dolarów żydowskich”. Dobrowolski wyraził również pogląd o tym, że za sprawą działań Leona Chajna i Jakuba Bermana, sędzia prowadzący proces Weicherta w 1946 roku „miał potraktować sprawę bardzo liberalnie, gdyż za świeżo było jeszcze po mordzie 40 Żydów w Kielcach, nie chciano wywoływać nowej fali antysemityzmu”. Pogrom kielecki miał jednak miejsce dopiero pół roku po procesie Weicherta.
Według Pawła Szapiro, autora hasła na temat Żydowskiego Urzędu Samopomocy w Polskim Słowniku Judaistycznym, JUS „w niewielkim tylko stopniu realizował swoje statutowe cele, służąc w istocie Niemcom do stwarzania pozorów istnienia jeszcze w GG skupisk żydowskich […], a także jako narzędzie przejmowania napływających do nich ciągle darów z zagranicy”. W haśle pada także stwierdzenie o tym, że Weichert fałszował wysyłane do Genewy sprawozdania o działalności urzędu.

## Publikacje
- Teater un drame (pol. Teatr i dramat) – zbiór szkiców i recenzji, Warszawa 1922
- Teater un drame, cwejte fareserte ejflage – dwa tomy zbioru szkiców i recenzji, Wilno 1926
- Studio Teatralne i Jung Teater – broszura, 1931
- Zichrojnes (pol. Wspomnienia)
  - Galicje, Win, Berlin 1890–1918 – 1960
  - Warsze 1918–1939 – 1961
  - Melchome – 1965
  - Nochn Churbn – 1970, pośmiertnie
- Jidisze ałejnhilf. 1939–1945 – praca dotycząca żydowskiej samopomocy podczas II wojny światowej, 1962